# Huracán Corrientes
Club Atlético Huracán de Corrientes – argentyński klub z siedzibą w Corrientes.

## Osiągnięcia
- Mistrz drugiej ligi argentyńskiej (Primera B Nacional Argentina): 1995/96
- Mistrz ligi prowincjonalnej Liga Correntina de Fútbol (19): 1924 Oficial, 1932 Oficial, 1933 Oficial, 1938 Oficial, 1941 Oficial, 1946 Oficial, 1947 Oficial, 1964 Oficial, 1966 Oficial, 1967 Oficial, 1968 Oficial, 1970 Oficial, 1971 Oficial, 1974 Oficial, 1975 Oficial, 1975 Intermedio, 2000 Apertura, 2001 Oficial, 2003 Oficial

## Historia
Klub założony został 28 maja 1918 roku i gra obecnie w piątej lidze argentyńskiej Torneo Argentino C, choć jeszcze w sezonie 1996/97 występował w pierwszej lidze.